# Areti Gontras
Areti Gontras est une artiste plasticienne belge, dessinatrice, graphiste, graveuse, peintre. Elle réalise aussi des décors imprimés, des films d’animation et des installations. Son sujet de prédilection est la ville, à commencer par Bruxelles

## Biographie
Areti Gontras obtient un master en Communication graphique, arts visuels et de l'espace à l’École supérieure d'art visuel La Cambre, puis suit le cours de la RHoK Academie en graphisme libre,.
En 1999, alors qu'elle est encore étudiante, elle est sélectionnée avec 22 autres artistes pour une campagne publicitaire de la marque de supermarchés Delhaize.
En plus de son activité personnelle, Areti Gontras réalise le graphisme et l'illustration de publications (surtout en lien avec la jeunesse et la protection de l'environnement), des marquages de vitrines ou les maisons de quartier de la Ville de Bruxelles et des fresques, comme, en 2015 la fresque Krönungszug (Procession du couronnement) pour le Musée Charlemagne à Aix la Chapelle, en collaboration avec Fabienne Loodts, Moulay Guisse et Saskia Petermann,.
Depuis quelques années, elle est installée dans les ateliers Mommen à Saint-Josse-ten-Noode

### Style artistique
Le style d'Areti Gontras est apparenté à l'illustration et à la bande dessinée mais reste très personnel et assez inclassable.
Elle utilise des techniques variées, dessins à l’encre sur papier, dessins peints sur toiles, gravures, sérigraphies, dessin numérisé, mais également édition, animation et installation,.
Ses œuvres décrivent et réinterprètent essentiellement la ville, Bruxelles où elle vit, mais aussi Rome et Paris. Elle dessine leurs façades et monuments tout de guingois avec beaucoup de charme et de poésie,,.

### Projets

#### Collapsologie
Cette série présente la ville face à l'apocalypse. Elle s'expose à la Chapelle de Boondael, en réinterprétant les codes religieux liés au lieu.

#### Bruxelles 2048: livre d'images sur la ville après l'apocalypse
Areti Gontras imagine Bruxelles en 2048, une ville immergée, après la fin de l’humanité, qui revient au calme après l'effondrement dû au changement climatique.

#### Parcours street art Ixelles
Commande de la commune d'Ixelles d'un ouvrage sur le quartier de Matongé.

### Collections
En 2013, la marque Mont Blanc acquiert une œuvre d'Areti Gontras pour sa collection, située à son siège social à Hambourg.

## Publications
- A l'encre du lac, ouvrage collectif, illustré par Areti Gontras, Patch'Editions, 2005  (ISBN 2930373083)

## Expositions

### Expositions solos
- 2014 : Impressions urbaines, Atelier Galerie, Bruxelles[13]
- 2016 : BXL Fragments, Home Frit' Home, Forest[14]
- 2018 : Collapsologie, Chapelle de Boondael, Ixelles[10],[15]
- 2022 : Brussel 2048, Mont de piété, Bruxelles[16],[5]

### Expositions collectives
- 2010 : Brussels Accessible Art Fair, Hôtel Conrad, Bruxelles[17]
- 2011 : Jan Moretus I, RHoK interventie, Musée Plantin Moretius, Anvers[1]
- 2012 : Brusselicious, Parc de Bruxelles[18]
- 2014, 2015 Carte de visite, Bruxelles[19]
- 2016 : Brussels Accessible Art Fair, Bolsena SPRL, Bruxelles[20]
- 2021 : Salon d’ensemble de Bruxelles Culture, Espace Art Gallery, Bruxelles[21]

## Distinctions
- 2015 : Prix «Montblanc likes Art»[22]
- 2016 : «Bruxelles je t’aime», prix du jury [23]
- 2017 : Lauréate du concours de design, Signature Edition de  Bernard-Massart[24]